# Peter Alstrup
Peter Petersen Alstrup (25. oktober 1863 i Viborg – 1925) var en dansk boghandler, forlægger og fotograf.
Alstrup var udlært boghandler hos Niels Christensen, derefter hos Hempelske i Odense, C. Neumann i Vejle og C. Edelmann i Horsens. Han etablerede sig som boghandler i Odense på et borgerskab, som oprindeligt var løst af faderen, der var slagtermester. Han lukkede dog boghandelen og flyttede til Fredericia, hvor han blev rejsende for fabrikant Arnold Melchior, efter hvis fallit han overtog dennes kortvarefabrik.
I 1904 flyttede han til København, hvor han drev fabrikken som Peter Alstrups Kunstforlag, som også havde en aflægger i Oslo, og har udgivet en stor mængde postkort med motiver (omkring 10.000 forskellige) fra alle egne af Danmark. Han døde i 1925.
Alstrups første kone, Georgine (Signe) Terkelsen (1862-1898) var søster til Ammon Terkelsen (1866-1890). Han var i lære hos Hempelske, senere medhjælper hos Dolleris i Vejle, etablerede sig som papir- og kunsthandler i Odense 1889, men døde altså året efter. På hans gravsten på Odense Kirkegård var en inskription af Dolleris.